# 伊格纳西奥·米拉姆·坦恩
伊格纳西奥·米拉姆·坦恩（西班牙語：Ignacio Milam Tang，1940年6月20日—），赤道几内亚政治家，前赤道几内亚总理，現任赤道几内亚第一副總統。2016年6月，總統特奧多羅·奧比昂·恩圭馬·姆巴索戈之子特奧多羅·恩圭馬·奧比昂·曼格取代伊格纳西奥·米拉姆·坦恩晉升為第一副總統。
| 前任： 職務設立                  | 赤道几内亚第一副總統 2012年－2016年 | 繼任： 特奧多羅·恩圭馬·奧比昂·曼格 |
| 前任： 里卡多·曼格·奥巴马·恩富比 | 赤道几内亚总理 2008年－2012年       | 繼任： 比森特·埃阿特·托米          |